# Brugger
Brugger ist ein deutscher Familienname.

## Herkunft und Bedeutung
Brugger ist entweder ein Wohnstättenname für Personen, die nahe an einer Brücke wohnen oder ein Herkunftsname für Personen aus einem Ort, der das Toponym Brugg enthält.

## Namensträger
- Agnieszka Brugger (* 1985), deutsche Politikerin (Bündnis 90/Die Grünen), MdB, stellvertretende Vorsitzende
- Albrecht Brugger (* 1925), deutscher Fotograf
- Alois Brugger (1881–1945), deutscher Geistlicher
- Andreas Brugger (Maler) (1737–1812), deutscher Maler
- Andreas Brugger (Politiker) (* 1954), österreichischer Jurist und Politiker (FRITZ)
- Anja Brugger (* 1992), deutsche Handballspielerin
- Anton Brugger (Kriegsdienstverweigerer) (1911–1943), österreichischer Kriegsdienstverweigerer
- Anton Brugger (Politiker) (1912–1999), österreichischer Politiker (ÖVP)
- Bernd Brugger (Politiker) (* 1953), österreichischer Politiker (FPÖ)
- Bernd Brugger (Reiter) (* 1980), österreichischer Dressurreiter
- Bernhard Brugger (* 1966), österreichischer Fußballschiedsrichter
- Carl Brugger (1903–1944), Schweizer Psychiater und Eugeniker
- Charles Brugger (1879–1973), Schweizer Architekt
- Columban Brugger (1855–1905), Abt der Benediktinerabtei Einsiedeln
- Elena Brugger  (* 1997), deutsche Ringerin
- Elisabeth Brugger (* 1954), italienische Pädagogin
- Ernst Brugger (Manager) (1900–1981), deutscher Sänger und Medienmanager
- Ernst Brugger (1914–1998), Schweizer Politiker (FDP)
- Erwin Brugger (1920–1987), deutscher Pädagoge und Politiker
- Frédéric Brugger (1912–1999), Schweizer Architekt
- Friedrich Brugger (1815–1870), deutscher Bildhauer
- Hans Brugger (Politiker) (1898–1946), österreichischer Politiker und Rechtsanwalt
- Hans Brugger (1905–1995), Schweizer Volkswirt
- Hans-Rudi Brugger (* 1980), italienischer Fußballspieler
- Hazel Brugger (* 1993), Schweizer Slam-Poetin, Kabarettistin und Moderatorin
- Ingried Brugger (* 1960), österreichische Museumsleiterin und Modedesignerin
- Janai Brugger (* 1984), US-amerikanische Opernsängerin (Sopran)
- Janosch Brugger (* 1997), deutscher Skilangläufer
- Josef Brugger (1953–2022), österreichischer Politiker (Grüne)
- Josef Dominik Karl Brugger (1796–1865), deutscher Lehrer und Priester
- Karl Brugger (Architekt) (1853–1935), deutscher Architekt
- Karl Brugger (Journalist) (1942–1984), deutscher Journalist
- Katrin Brugger (* 1974), österreichische Politikerin
- Kurt Brugger (* 1969), italienischer Rennrodler
- Marie Brugger (1860–nach 1913), deutsche Schriftstellerin
- Markus Brugger (* 1987), deutscher Sänger und Musiker, Mitglied der Brugger Buam
- Martin Brugger (* 1976), österreichischer Musiker, Mitglied der Ursprung Buam
- Martin Brugger (Skeletonpilot) (* 1982), österreichischer Skeletonfahrer
- Martin Brugger (Fusionmusiker) (* um 1990), deutscher Bassist und Songwriter
- Mathias Brugger (* 1992), deutscher Leichtathlet
- Nathalie Brugger (* 1985), Schweizer Seglerin
- Peter Brugger (Politiker) (1920–1986), Südtiroler Politiker (SVP)
- Peter Brugger (Neuropsychologe) (* 1957), Schweizer Neuropsychologe
- Peter Brugger (Sänger) (* 1972), deutscher Musiker
- Peter Brugger (Journalist), deutscher Journalist
- Philipp Brugger (1865–1943), deutscher Jurist und Ministerialbeamter
- Rudolf Brugger (1862–1930), deutscher Generalarzt
- Siegfried Brugger (* 1953), italienischer Rechtsanwalt und Politiker (Südtirol)
- Thomas Brugger (* 1982), deutscher Sänger und Musiker, Mitglied der Brugger Buam
- Ulrich Brugger (* 1947), deutscher Langstreckenläufer
- Walter Brugger (Philosoph) (1904–1990), deutscher Jesuit und Philosoph
- Walter Brugger (Landschaftsarchitekt) (1924–2002), Schweizer Landschaftsarchitekt
- Walter Brugger (Theologe) (* 1928), deutscher Theologe und Kunsthistoriker
- Walter Brugger (Jurist) (* 1954), österreichischer Jurist
- Winfried Brugger (1950–2010), deutscher Rechtswissenschaftler
- Wini Brugger (* 1961), österreichischer Koch
- Wolfgang Brugger (1901–??), deutscher Schriftsteller und Autor, siehe Heinz Schramm (Schriftsteller)
- Wolfgang Brugger (1905–nach 1954), deutscher Pianist und Chorleiter
- Wolfram Brugger, deutscher Mediziner
- Yannick Brugger (* 2001), deutscher Fußballspieler